# 柯乐洪
柯乐洪（英語：Archibald Ross Colquhoun，1848年3月—1914年12月18日），又名葛洪、高奋云，英国的探险家，《泰晤士报》的驻华记者。曾经深入中国，对广西、云南、贵州等地进行考察。